# سيدي بلكاسم (أولاد فارس)
سيدي بلكاسم هي إحدى مشيخات المملكة المغربية، تتبع جغرافيا لإقليم سطات وإداريًا لأولاد فارس. يقدر عدد سكانها بـ 1748 نسمة حسب الإحصاء الرسمي للسكان والسكنى لسنة 2004.